# ژوسوئه پسکویرا
ژوسوئه پسکویرا (هلندی: Josué Pesqueira؛ زاده ۱۷ سپتامبر ۱۹۹۰) یک بازیکن فوتبال اهل پرتغال است.
وی همچنین در تیم ملی فوتبال پرتغال بازی کرده است.